# Гаревая (приток Заижемской)
Гаревая (устар. Горевая) — река в России, протекает по территории Усть-Цилемского района Республики Коми. Устье реки находится в 12 км от устья Заижемской по левому берегу. Длина реки составляет 82 км.

## Данные водного реестра
По данным государственного водного реестра России относится к Двинско-Печорскому бассейновому округу, водохозяйственный участок реки — Печора от впадения реки Уса до водомерного поста Усть-Цильма, речной подбассейн реки — бассейны притоков Печоры ниже впадения Усы. Речной бассейн реки — Печора.
Код объекта в государственном водном реестре — 03050300112103000078336.